# کولدو فرناندز
کولدو فرناندز (به اسپانیایی: Koldo Fernández‎؛ زادهٔ ۱۳ سپتامبر ۱۹۸۱) دوچرخه‌سوار اهل اسپانیا است. وی در مسابقات تور دو فرانس و جیرو دیتالیا شرکت کرده است.